# Orthobornavirus
Genre
Orthobornavirus est un genre de virus de la famille des Bornaviridae.

## Liste des espèces
Selon ICTV (5 février 2021) :
- Elapid 1 orthobornavirus
- Mammalian 1 orthobornavirus (espèce type)
- Mammalian 2 orthobornavirus
- Passeriform 1 orthobornavirus
- Passeriform 2 orthobornavirus
- Psittaciform 1 orthobornavirus
- Psittaciform 2 orthobornavirus
- Waterbird 1 orthobornavirus

## Référence biologique
- (en) ICTV : Orthobornavirus  (consulté le 5 février 2021)